# Braniewo

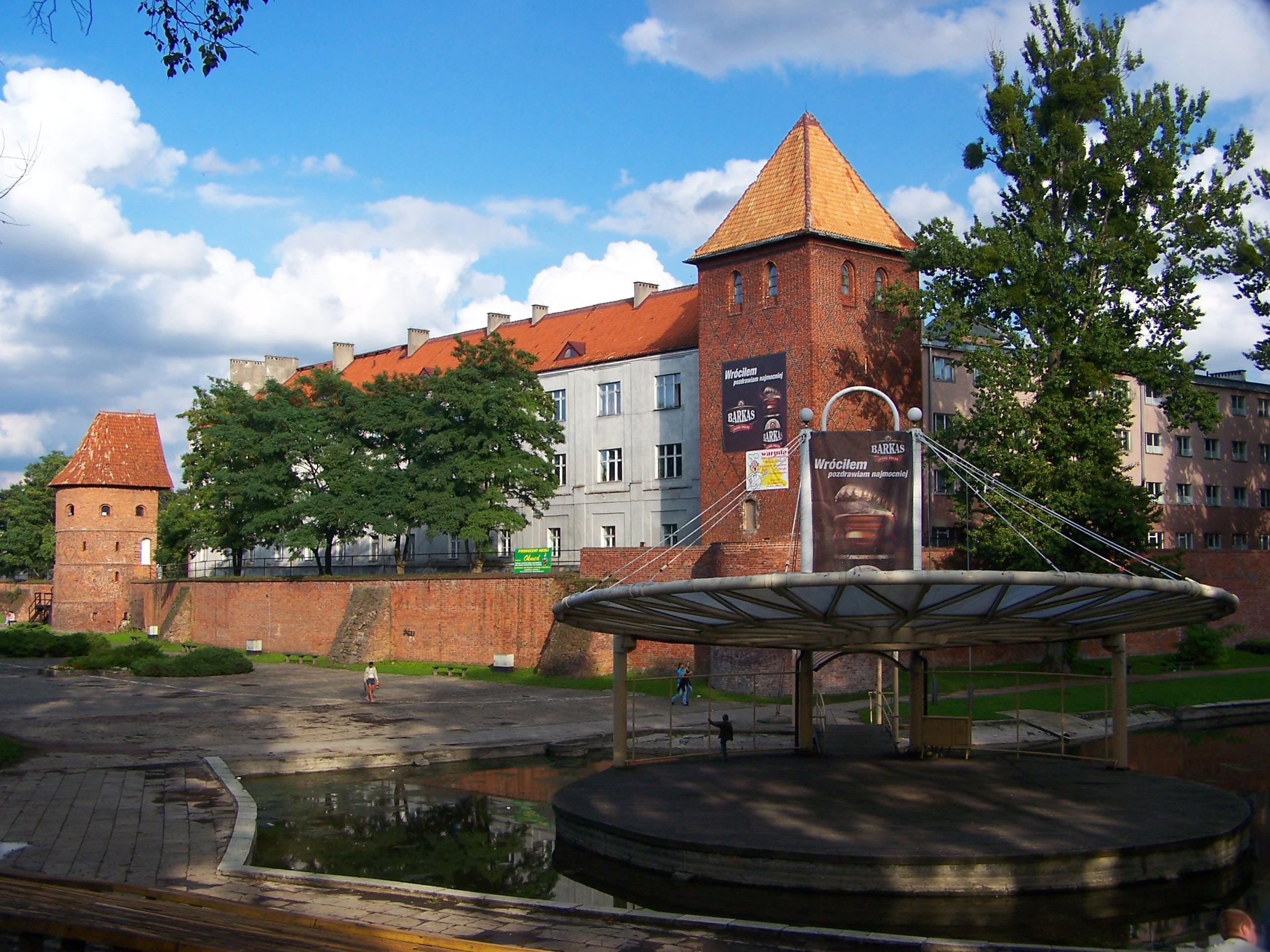
Braniewo - Colegium Hosianum

Braniewo (în germană Braunsberg, în latină Brunsberga, în prusaca veche Brus) este un oraș în Polonia.